# Z rodu Boreasza
Z rodu Boreasza (fr.: Les Boréades) – ostatnie dzieło sztuki, utwór muzyczny Jeana-Philippe’a Rameau, francuskiego kompozytora epoki późnego Baroku, pięcioaktowa tragedia liryczna (tragédie lyrique) z 1763 roku (kompozytor zmarł w 1764). Dzieło niewystawione za życia twórcy (prapremiera miała miejsce w 21 lipca 1982 roku w Teatrze Arcybiskupim w Aix-en-Provence).

## Historia utworu
Próby wystawienia utworu rozpoczęły się w kwietniu 1763 roku. Premiera miała się odbyć przed dworem w Choisy. Nie są znane przyczyny dla których się ostatecznie nie odbyła. Powodem mógł być pożar Palais-Royal albo niechęć pani de Pompadour. Nie wydaje się, żeby była nim śmierć sędziwego już wówczas kompozytora. Nie jest też do końca pewne, czy autorem libretta jest rzeczywiście Cahusac, zmarły w 1759 roku. Na pierwsze wykonanie utwór miał czekać dwieście lat. W 1964 roku, z okazji 200-lecia śmierci Rameau, odegrano w radiu skróconą jego wersję. Po raz pierwszy w całości wykonał go John Eliot Gardiner w Queen Elizabeth Hall 14 kwietnia 1975 roku. Premiera sceniczna utworu miała miejsce podczas festiwalu w Aix-en-Provence 21 lipca 1982 roku. Na kolejne przedstawienia przyszło czekać kilkanaście lat, z powodu rygorystycznie egzekwowanych przez francuskiego wydawcę praw autorskich. W 1996 roku ciekawą inscenizację opery poprowadził Simon Rattle w Birmingham, w 2003 William Christie – w Paryżu, Nowym Jorku i Londynie, w 2004 Marc Minkowski w Lyonie i Zurychu, w 2005 roku Emmanuelle Haïm w Miluzie i Strasburgu i później. Dzięki M.Minkowskiemu polska publiczność zapoznała się z obszernymi fragmentami instrumentalnymi utworu podczas koncertu w Filharmonii Narodowej w marcu 2002 roku.

## Osoby

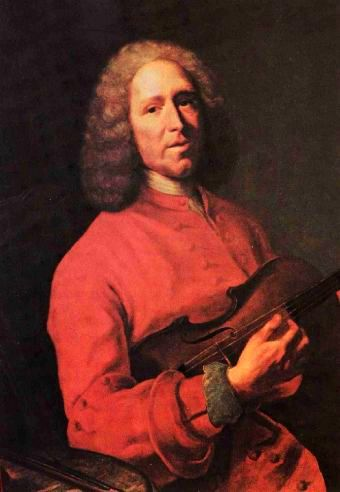
Jean-Philippe Rameau

| Rola                                                 | Głos   |
| ---------------------------------------------------- | ------ |
| Alfiza, królowa Baktrii                              | sopran |
| Semira, powiernica Alfizy                            | sopran |
| Polihymnia, muza, córka Apollina                     | sopran |
| Nimfa                                                | sopran |
| Abaris, ukochany Alfizy, syn Apollina                | tenor  |
| Kalais, syn Boreasza, starający się o rękę Alfizy    | tenor  |
| Boryleusz, syn Boreasza, starający się o rękę Alfizy | bas    |
| Boreasz, bóg wiatru północnego                       | bas    |
| Adamas, arcykapłan Apollina                          | bas    |
| Apollo, bóg olimpijski, syn Zeusa                    | bas    |
| Amor, bóg miłości                                    | sopran |

## Treść

### Akt I
Alfiza, królowa Baktrii, może poślubić tylko kogoś z rodu Boreasza, boga wiatru północnego. Na przechadzce jednak, podczas gdy dwór bawi na polowaniu, wyznaje swej powiernicy, Semirze, że nie kocha książąt Kalaisa i Boryleusza, lecz nieznanego nikomu cudzoziemca, Abarisa. Wie przecież, że nie może go poślubić, ściągnęło by to bowiem gniew boga na jej królestwo. Książęta powracający z polowania, podejmują zabiegi o Alfizę, ta opóźnia wybór, twierdząc, że czeka na rozstrzygnięcie Apollina. Kalais urządza widowisko dla Alfizy.

### Akt II
Abaris modli się w świątyni Apollina. Arcykapłan Apollina zna sekret jego pochodzenia, przysiągł jednak bogu, że go nie wyjawi, dopóki Abaris nie okaże się godnym swego pochodzenia. Abaris zwierza się kapłanowi ze swej miłości do Alfizy. Alfiza udaje się do świątyni Apollina z prośbą o wyjaśnienie snu, w którym ukazał się jej Boreasz grożąc zniszczeniem królestwa. Abaris obiecuje jej pomoc i wyznaje miłość do niej. Alfiza odwzajemnia jego uczucie. Wierni intonują hymn na cześć Apollina. Przed Alfizą zostaje odegrany balet o porwaniu ukochanej Boreasza, nimfy Orejtyi. Korzystając z okazji Kalais i Boryleusz, domagają się od królowej, by uległa wezwaniu Amora. Do świątyni zstępuje sam Amor i wręcza Alfizie strzałę. Akceptuje on z góry jej wybór i zapewnia, że tron z pewnością obejmie potomek Boreasza.

### Akt III
Alfiza obawiając się Boreasza, cieszy się jednocześnie miłością Abarisa i opieką Amora. Spieszy pocieszyć ukochanego, którego zaniepokoiły ostatnie słowa Amora. Tymczasem synowie Boreasza, chcąc ją zmusić do wyboru męża organizują dla niej kolejne przedstawienie. Arcykapłan żąda od Alfizy ostatecznej decyzji. Królowa nie chcąc wybrać żadnego z zalotników abdykuje, a strzałę Amora przekazuje Abarisowi. Kalais i Boryleusz domagają się tronu baktryjskiego, lud jednak przekazuje go Alfizie i jej wybrankowi. Oburzeni książęta przyzywają wówczas ojca, Boreasza. Na Baktrię spada straszliwa nawałnica, która porywa Alfizę Abaris i lud płaczą po jej stracie. Następuje Suita Wiatrów.

### Akt IV

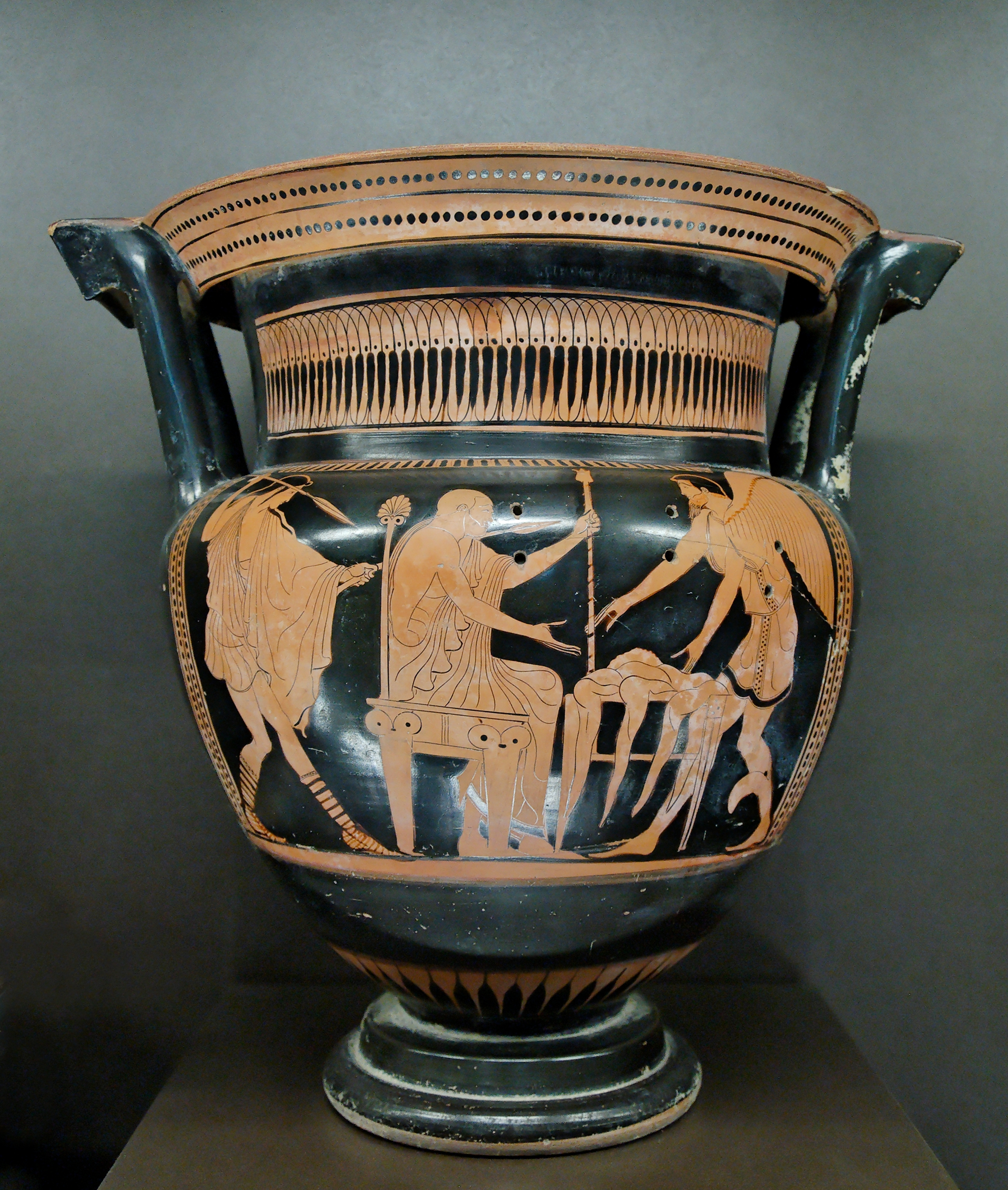
Krater z wizerunkiem Boreadów

Boreasz sroży się, a Boryleusz domaga się pomsty. Lud błaga jednak rozgniewanego boga i ten powstrzymuje rozszalałe wiatry. Abaris nie może odnaleźć ukochanej i zrozpaczony, postanawia przebić się strzałą Amora. Adamas powstrzymuje go jednak przed tym krokiem i zachęca do walki. Abaris zwraca się wówczas do Apollina. Na jego modły zjawia się jedna z córek Apollina, muza Polihymnia, która łagodnymi dźwiękami dodaje Abarisowi otuchy. Młodzieniec ulatuje do królestwa Gromów.

### Akt V
Boreasz stawia Alfizę przed wyborem albo poślubi jednego z jego synów, albo na wieki pozostanie w jego niewoli. Królowa dzielnie mu się jednak opiera, Boreasz wydaje ją więc na tortury. Tymczasem zjawia się Abaris, który widząc cierpienia ukochanej i słysząc drwiny rywali wznosi przeciw nim złotą strzałę Amora.
Pod jej wpływem Kalais i Boryleusz tracą głos. W tym momencie zjawia się Apollo, który objawia, że Abaris jest jego synem, matką zaś jego była nimfa z rodu Boreasza. Boreasz, chcąc nie chcąc, musi więc pobłogosławić młodej parze.

## Charakterystyka utworu
Ostatnie arcydzieło Rameau łączy w sobie poszanowanie dla uświęconych form tragedii muzycznej ze zdobyczami nowego języka muzycznego. Jego największą zaletą jest jednolitość i zwartość oparta na znakomitym, wolnym od dygresji i spadku wyrazu dramatycznego libretcie. Utwór rozpoczyna się widowiskową uwerturą „myśliwską” wprowadzającą pierwszą scenę opery, zaczynającą się od słów Alfizy: Suivez la chasse, allez! (coś jak polskie: Pojedziemy na łów). Następujący potem recytatyw przenikają sygnały rogów zapowiadające przybycie Boryleusza. Akcje dramatu jednoczą śpiewane i tańczone divertisments, pierwsze wypełniające dwie trzecie aktu I, drugie nieledwie prorocze w akcie drugim i trzecie przerwane interwencją żywiołów w akcie III. Wynikają one z natarczywych zalotów odtrąconych książąt, starających się wymusić na Alfizie zgodę na małżeństwo. Akty III i IV połączył Rameau nieprzerwaną burzą, która należy do najgwałtowniejszych i najdłuższych, jakie rozpętał kompozytor na scenie. Zjawiska pogodowe pojawiają się i w innych miejscach, np. w wyszukanej arietcie Semiry, zamykającej akt I, gdzie pobrzmiewają uderzenia wściekłego wiatru unoszącego morskie fale.
Spośród bohaterów na plan pierwszy wysuwa się Alfiza, godna następczyni Telairy z Kastora i Polluksa, z równym powodzeniem dająca wyraz czułości, dumie, nadziei, jak i przerażeniu. Abaris odznacza się wszystkimi cechami kochanków z tragedii muzycznej, szlachetnych, heroicznych i wykwintnych zarazem. Miłosnym żarem nie ustępuje mu Kalais, np. w divertissment II aktu. Rameau z mistrzostwem prowadzi też śpiew chórów już to modlących się, szemrzących, grożących, już to zawodzących i uciekających w popłochu. Tym samym, co zwykle mistrzostwem odznaczają się też tańce, jak chociażby zamykający I akt Contredanse en rondeau. Warto też zwrócić uwagę na wejście Polihymni na początku IV aktu, gdy wierny sługa składa muzie najpiękniejszy z hołdów.
W ostatnim swym utworze Rameau daleko odszedł od ideałów Jeana-Baptiste'a Lully’ego. Ludzkie konflikty, wypełniające Hipolitę, ustąpiły miejsca opowieści fantastyczno-przygodowej, ilustrowanej muzyką.